# Bihari Károly
Bihari Károly (1919 – ?) labdarúgó, csatár.

## Pályafutása
Az EMTK együttesében játszott 1948-ig. Az 1947–48-as idényben 15 gólt szerzett. Ezzel a csapat házi gólkirálya volt és nyolcadik lett a góllövő listán. 1948 és 1950 között a Szentlőrinci AC csapatában szerepelt. 1950 és 1953 között a Bp. Postás játékosa volt.
1971-ben a Csepeli Papírgyár edzője lett. 1973-tól ugyanott a serdülő csapatot irányította.